# Sanfermines
Les Festes de Sant Fermí, popularment conegudes com Sanfermines (en basc Sanferminak), són una Festa d'Interès Turístic Internacional en honor a Sant Fermí d'Amiens. S'organitza cada any a la ciutat d'Iruñea capital de Navarra, de la qual és copatró.
Les festes comencen amb el llançament del Txupinazo des del balcó de l'Ajuntament de Pamplona, a les 12 del migdia del 6 de juliol, i acaben a mitjanit del 15 de juliol amb el Pobre de mí…, una cançó de comiat.
Una de les activitats més famoses dels sanfermines és l'encierro (el tancament) que consisteix en una cursa de persones al llarg d'un recorregut de 849 metres davant dels sis braus que seran bregats a la tarda a la correguda de toros i sis cabestros (bous mansos) que culmina a la plaça de toros. Els encierros tenen lloc cada dia entre el 7 i el 14 de juliol, i comencen a les vuit del matí, amb una durada d'entre dos i quatre minuts, si bé en els darrers anys a causa de les mesures de seguretat és molt rar que sobrepassin els tres minuts.
Els sanfermines remunten diversos segles, encara que la seva fama mundial és un fenomen recent, vinculada també a la difusió que els va donar l'escriptor nord-americà Ernest Hemingway al seu llibre libro Fiesta. La seva fesomia actual, cosmopolita i multitudinària, és el resultat d'una lenta evolució històrica els orígens de la qual es remunten a l'edat mitjana.
La població de Iruñea durant la setmana de festes passa de 280.000 a més d'un milió de persones.

## Els orígens de la festa

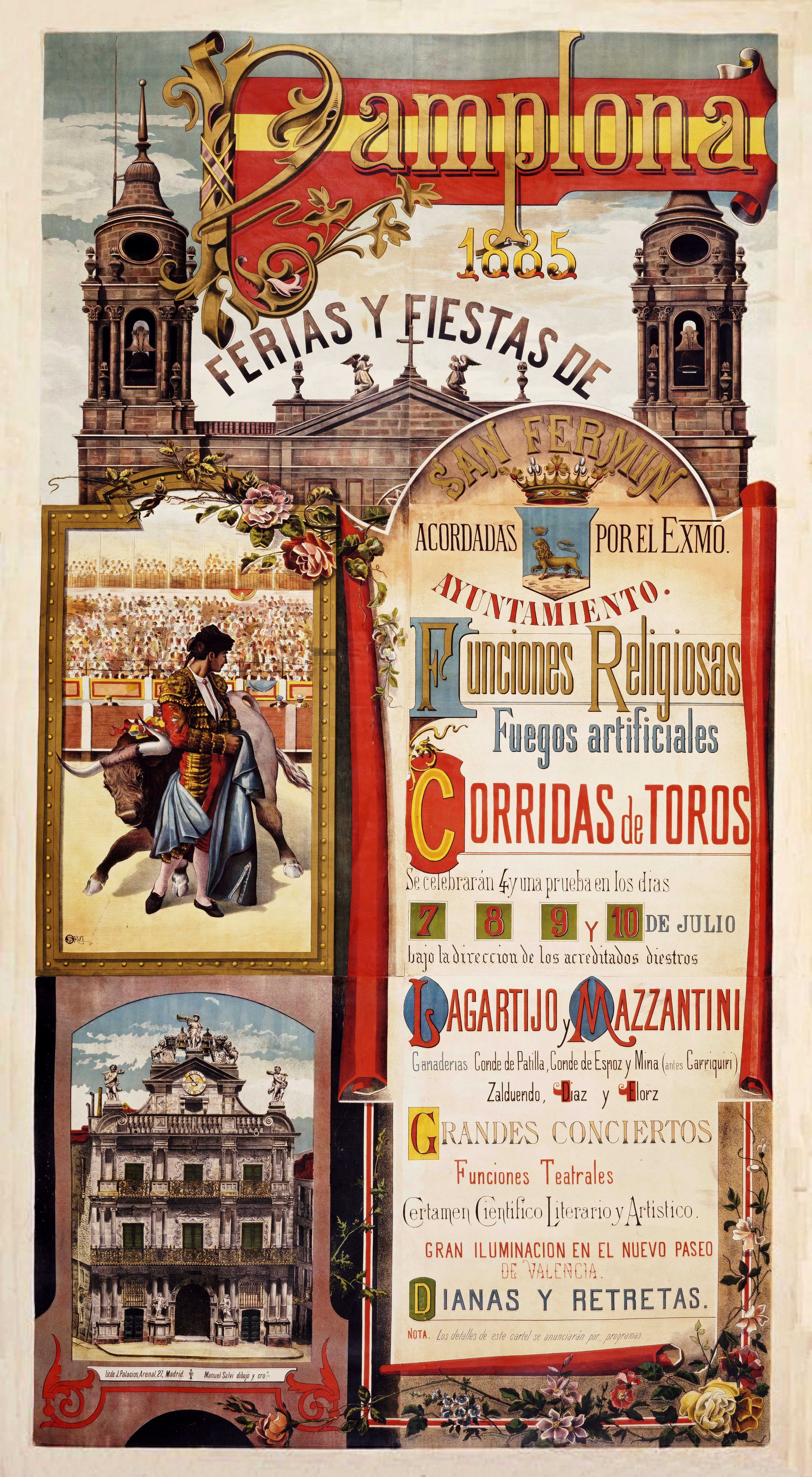
Cartell de Sant Fermí (1885)

Tres celebracions independents són l'origen de l'actual festa: els actes religiosos en honor a Sant Fermí, des d'abans del segle xii, les fires comercials, i les corregudes de toros, documentades totes dues des del segle xiv.
L'Església celebrava el 10 d'octubre la festivitat de Sant Fermí, patró de Navarra. Els sanfermines van néixer així, a l'època medieval, com a fira comercial i festa secular, usant per això les dates de festes religioses cristianes, que al seu torn usaven dates festives d'orígens anteriors, com les del paganisme basc i romà. Al començament del segle xiii se celebraven unes fires comercials després de la revetlla de Sant Joan, entre el dia 23 i el 24 de juny, coincidint el començament de l'estiu, i posteriorment es van passar a celebrar a partir de la festivitat de Sant Pere, el 29 de juny. Com que les fires eren llocs de trobada de mercaders, ramaders i vilatans, eren també pretext per festejar i van començar a organitzar-se corregudes de toros com a part de la tradició.
Hi ha una altra data emparentada al final de l'estiu, el 10 d'octubre, on s'organitzava una fira a Pamplona, de set dies de durada, des de l'any 1324, per privilegi del rei Carles I de Navarra i IV de França. El 1381 per privilegi del rei Carles II de Navarra, va passar a ser fira franca, coincidint també llavors amb festivitats religioses. Aquestes dues fires i festes, a l'inici i al final de l'estiu, es van unificar el 1592 per aprofitar el millor temps, començant el dia set del setè mes: el 7 de juliol. Si bé encara actualment, a finals de l'estiu, se celebra el «San Fermín txikito» (petits sanfermines) només celebrat pels mateixos navarresos. L'Ajuntament de Pamplona va sol·licitar al bisbe el 1591 traslladar la celebració al 7 de juliol al que el prelat va accedir. En aquella data se celebraven fires a Pamplona amb corregudes de toros. D'aquesta manera, es va produir la coincidència entre la celebració religiosa i l'enrenou firal, en què els braus jugaven un paper essencial. Durant molt de temps s'ha cregut que la festivitat de Sant Fermí se celebrava el 24 de setembre.
El patró de Pamplona, Sant Saturnino o Sant Cernin, bisbe de Tolosa i màrtir, manté una celebració molt més modesta el 29 de novembre. Per a molts dels visitants, aquest fet causa la confusió de pensar que és Sant Fermí el patró de la ciutat quan és copatró de tota Navarra juntament amb San Francisco de Javier.
Consta que el Regiment (Ajuntament de llavors) va celebrar una festa ja en les noves dates, el 7 de juliol de 1591, amb el següent programa:
- Pregó de Festes, molt cerimonial.
- Torneig amb llances a l'actual Plaça del Castell.
- Teatre: Comèdia i Tragèdia del Benaventurat Sant Fermí.
- Danses, processó pels carrers, etc.

El dia següent, es va celebrar una correguda de braus.
Van anar passant els segles, sense grans canvis en els sanfermines. Però des del 1950 aproximadament, els canvis han estat accelerats. En primer lloc, per l'increment del nivell de vida. El poble (Pamplona tindria uns 20.000 habitants) s'ajuntava a la Plaça Consistorial per recollir l'Ajuntament i acompanyar-lo a l'església de Sant Llorenç, on a la capella de Sant Fermí se celebraven, les Vespres, a la tarda del 6 de juliol. Després de la missa, poble i autoritats tornaven de l'església a l'Ajuntament, igualment pel carrer Major.
Des de 1950, aproximadament, els sanfermines evolucionen tant com la societat. Han perdut molt del seu component religiós, encara que la processó segueix sent multitudinària i presenta alguns «momenticos» especialment entranyables, com la jota que es canta al sant a la Plaça del Consell o l'Agur jaunak interpretat en el seu honor al lloc, davant de l'església de Sant Cernin on es diu que va ser batejat.
El Riau-Riau, amb què el poble acompanyava, als sons del Vals d'Astráin, a l'Ajuntament en «Cuerpo de Ciudad», retardant el més possible la seva marxa des de la Casa Consistorial fins a l'església de Sant Llorenç per celebrar allí les Vespres del sant, ha hagut de suspendre's perquè en els darrers anys havia estat ocasió de protestes i disturbis. Ara bé, recentment s'està tornant a festejar (originalment, per iniciativa de clubs de jubilats), encara que sense la corporació municipal.

## ElTxupinazo

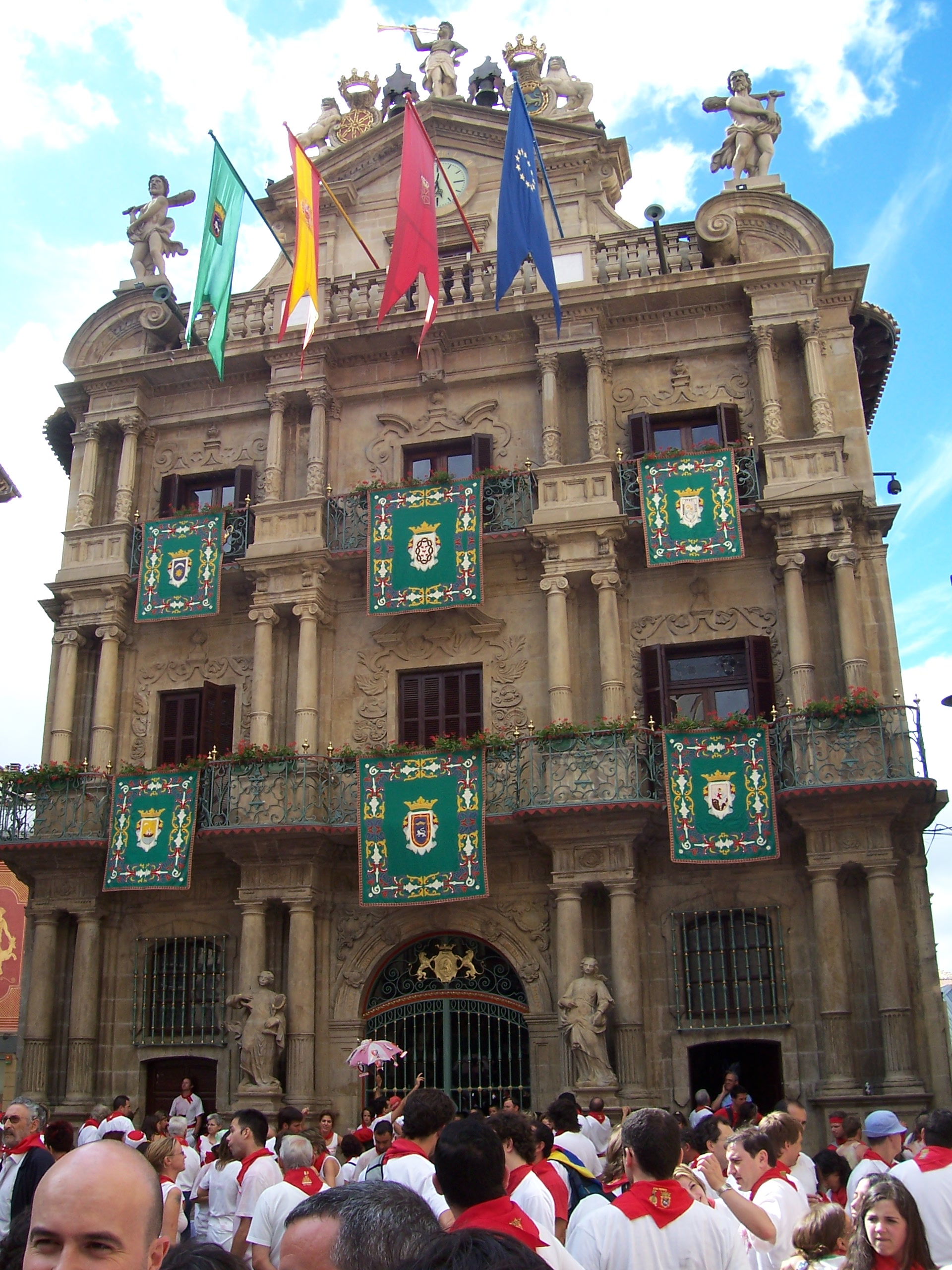
Façana de l'Ajuntament de Pamplona, adornada per a les festes de Sant Fermí

El txupinazo és el coet que es llança el dia 6 de juliol de cada any a les dotze del migdia des del balcó de la casa consistorial de Pamplona per assenyalar l'inici de les festes de sant Fermí o sanfermines. Congrega un gran nombre de públic i es retransmet en directe per televisió. És el txupinazo més famós del món.
L'origen d'aquesta tradició és de principis del segle xx. L'Ajuntament de Pamplona contractava una empresa de pirotècnia que disparava una sèrie de coets el dia 6 de juliol, vespra de la festa de sant Fermí, per assenyalar l'inici de les festes. Els coets es disparaven des de la Plaça del Castell per un empleat de l'empresa, sense més cerimònies. A la dècada del 1930 va començar a congregar-se una bona quantitat de públic en el moment del llançament dels coets, i alguns pamplonesos sol·licitaven de l'operari que els permetés encendre la metxa, en particular Juan Echepare Aramendía va disparar el primer coet entre 1931 i 1936 .

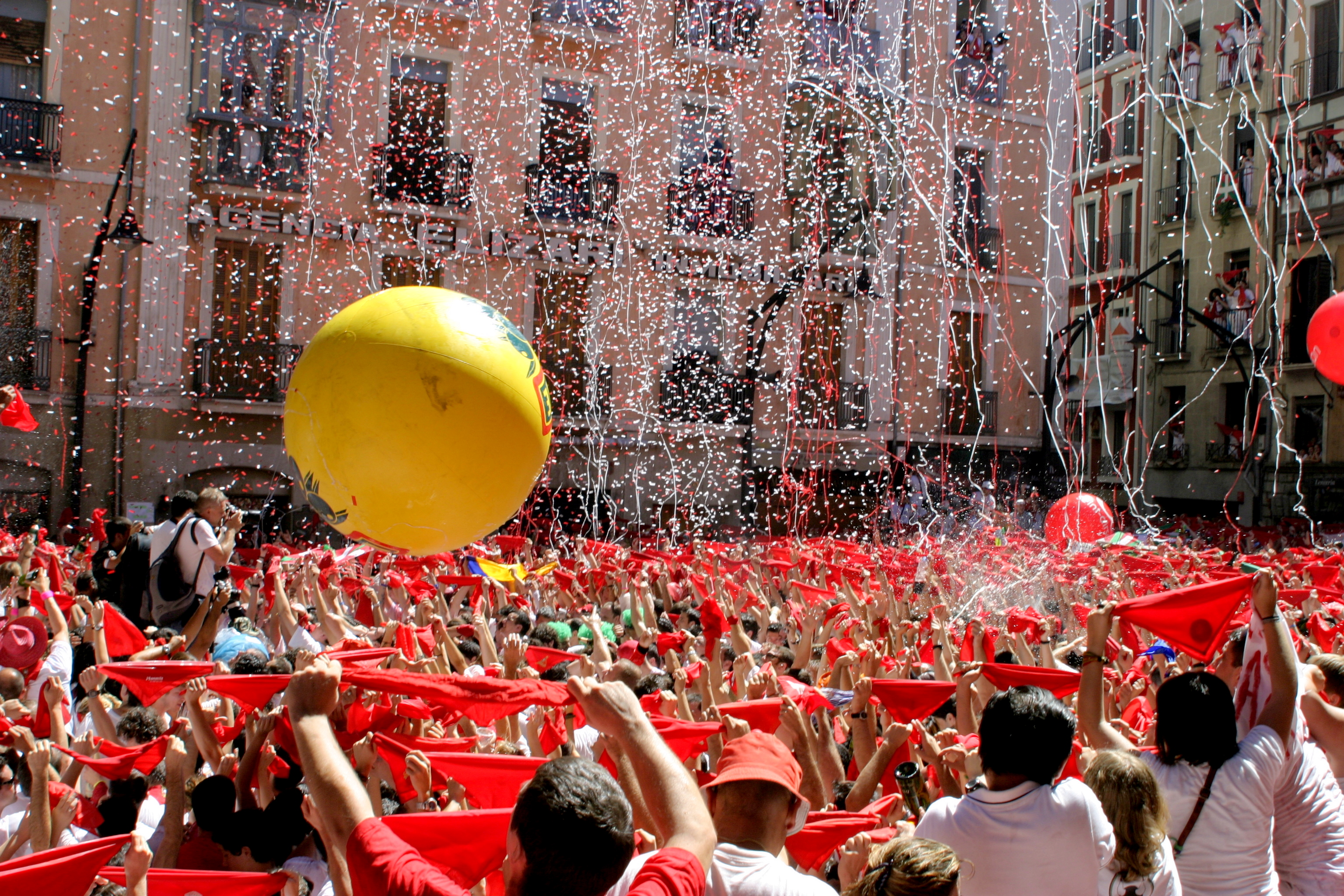
Ambient previ al Txupinazo de 2007

El 1939 va ser un regidor de l'ajuntament, Joaquín Ilundain, el qui va sol·licitar per a ell l'honor de disparar el primer coet, i arran d'això i juntament amb el periodista José Mª Pérez Salazar va promoure la idea que el llançament d'aquell primer txupinazo es fes amb més solemnitat.
El 1940 per primera vegada el txupinazo es va fer des del balcó principal de la Casa Consistorial, sent encarregat d'encendre la metxa el mateix Joaquín Ilundain. En els anys següents es va adoptar el costum que el regidor encarregat de disparar el txupinazo fos el president de la comissió municipal de festes. Aquest costum només es va trencar el 1964 quan es va cedir l'honor a Manuel Fraga, ministre d'Informació i Turisme, que es trobava de visita a la ciutat. És també tradicional que qui dispara el txupinazo prèviament victoregi a sant Fermí.
Després de la instauració de la democràcia i l'elecció del primer ajuntament democràtic el 1979 es va adoptar el criteri que el llançament del txupinazo es fes rotatori, primer entre els membres de la comissió de festes i, a partir del 1983, entre els diversos grups polítics de més gran a més petit. Aquest criteri només s'ha trencat els anys 2000, 2001 i 2010 en què es va atorgar la distinció del llançament al Club Atlètic Osasuna, a la persona del seu capità César Palacios (per l'ascens assolit l'any 2000 a Primera Divisió), al Portland San Antonio a la persona del seu president Fermín Tajadura (per la seva victòria a la màxima competició continental, la Copa d'Europa d'Handbol), i a la Comparsa de Gegants, a la persona del seu president Mari Ganuza (com a reconeixement als 150 anys d'història que es celebrava aquell any).
Des del 6 de juliol de 1941, malgrat que algunes persones encarregades de llançar el coet han fet alguns canvis en el tradicional crit, la fórmula que majoritàriament s'ha pronunciat ha estat la següent:
«Pamploneses, Pamplonesas, ¡Viva san Fermín! Gora san Fermin!»

## ElRiau-Riau

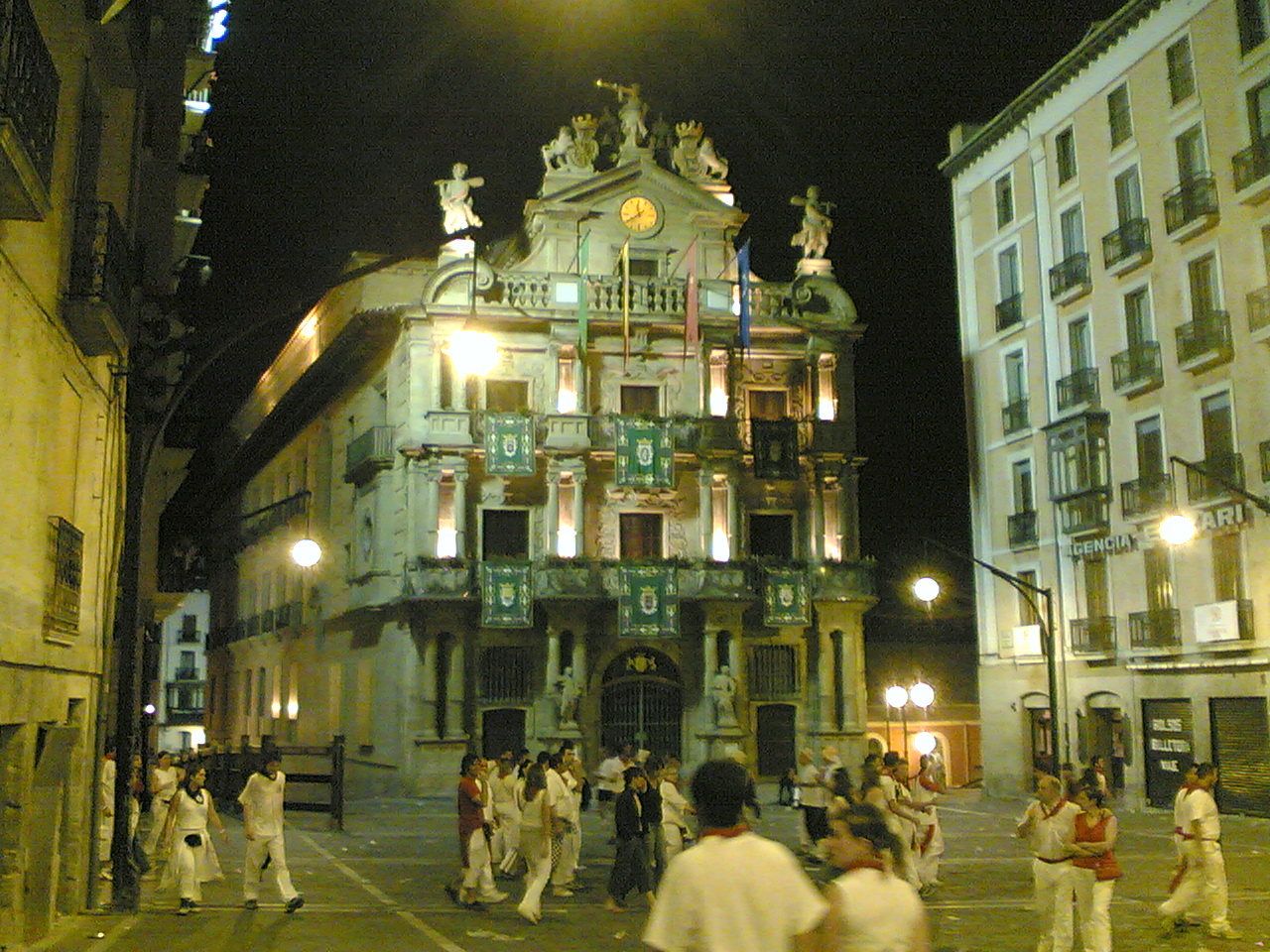
L'Ajuntament de Pamplona, abans de començar el Riau-Riau

El Riau-Riau és un acte tradicional, amb esperit crític i de protesta contra l'autoritat, que mai no ha tingut consideració oficial i no s'inclou al programa de festes.
Encara que el seu format ha variat amb els anys, se celebra la tarda del 6 de juliol (aproximadament cap a les 16:30h), quan la corporació municipal a «Cuerpo de Ciudad» sortia de l'Ajuntament per participar en la funció de les Vespres a l'Església de Sant Llorenç. Ciutadans, turistes, La Pamplonesa, la comparsa de Gegants i Capgrossos o rondalles ocupen la plaça de l'Ajuntament, i posteriorment el carrer Major, cantant i ballant el Riu-Riau un vals compost a mitjans del segle xix per Miguel Astráin amb el nom de «L'Alegria per Sant Fermí». D'aquesta manera s'impedia el pas de la Corporació Municipal fent que un recorregut de només 500 metres trigués a completar-se diverses hores.
A las 4, el 6 de julio
Pamplona gozando va
pasando calles y plazas
las Vísperas a cantar
al glorioso San Fermín
patrón de esta capital
que los pamplonicas aman
con cariño sin igual.
Delante van
chiquillos mil
con miedo atroz dicen: ¡Aquí!
un cabezón viene detrás
dando vergazos y haciendo chillar.
(¡¡Riau-Riau!!)
Después vienen los muchachos
en un montón fraternal
empujando a los gigantes
con alegría sin par
porque llegaron las fiestas
de esta gloriosa ciudad
que son en el mundo entero
una cosa singular.
(¡¡Riau-Riau!!)
Los mozos de blusa
que son los que dan animación
con los pollos-pera
van todos unidos en montón.
Los de la Pamplonesa
detrás vienen tocando
van a honrar a San Fermín.
Toda la ciudad
con movimiento contemplando está
la gran caravana
que alegre hasta San Lorenzo va.
Los del Ayuntamiento
con mazas y timbales

van a honrar a su patrón.
Miguel Astráin - «La Alegría por San Fermín»

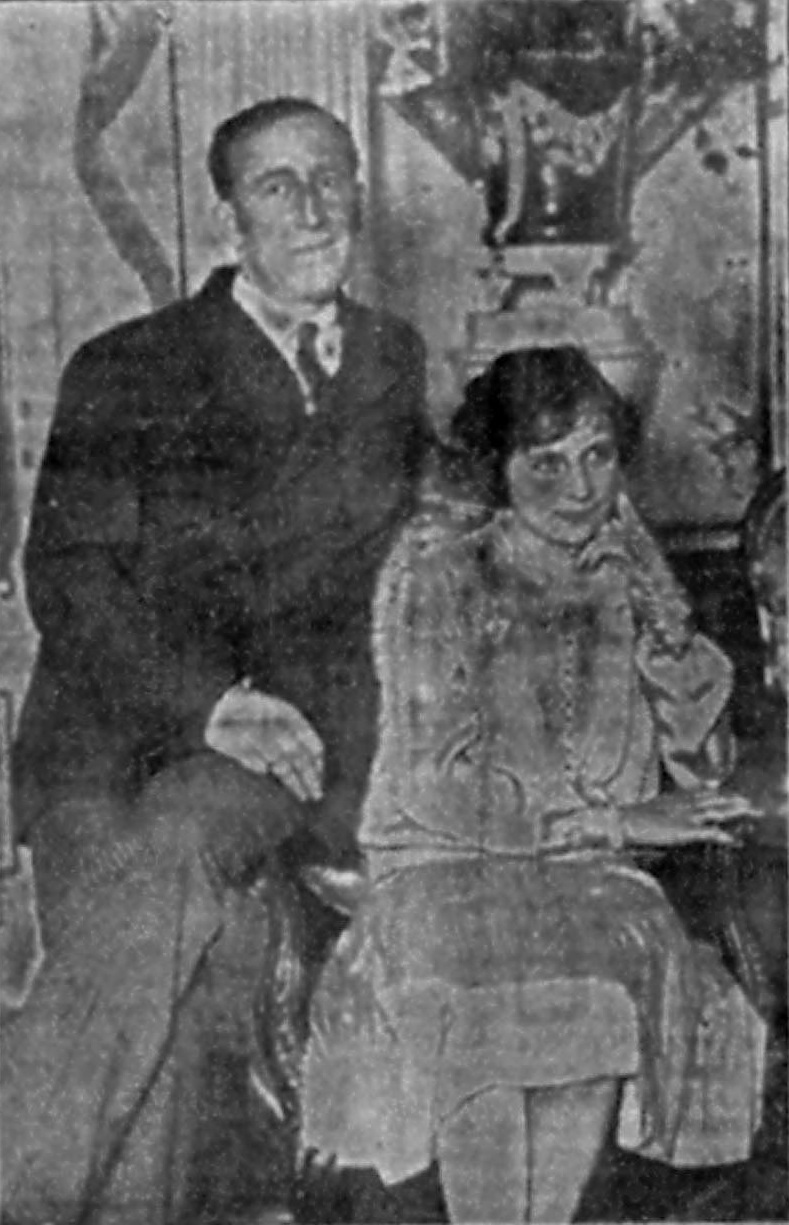
Ignacio Baleztena (esquerra) a qui se li atribueix la fundació del Riau-Riau el 1914

El Riau-Riau es va celebrar per primera vegada el 1914. L'inici d'aquesta tradició s'atribueix al carlí Ignacio Baleztena qui, corejant el «Vals d'Astráin», va voler interposar-se en l'avanç d'un Ajuntament políticament contrari. La festa va quallar ràpidament fet que va ser corroborat perquè a la dècada del 1920 hi va haver dos intents de prohibició, que no van arribar a complir-se, per part de l'Alcaldia.
En la història d'aquest acte hi ha hagut diverses suspensions que han perdurat fins al 2018. Abans de la dècada del 1990 només es va registrar una aturada entre el 1932 i el 1936, durant la Segona República Espanyola, pel fet que la Corporació no va participar en els actes religiosos. El 1972 va ser suspès per primera vegada quan es van complir 45 minuts en què la Corporació amb prou feines va poder avançar uns metres des de l'Ajuntament.
A partir d'aquesta data es van succeir una sèrie de Riau-Riau on la tònica general va ser el poc avanç de la Corporació i la cada vegada més multitudinària assistència a l'acte. Així, en nombroses ocasions l'acte va haver de ser suspès sense que la comitiva pogués arribar fins a l'Església de Sant Llorenç. L'últim Riau-Riau que va aconseguir aquest objectiu va ser el del 1985, amb una durada de tres hores i mitja, durant les quals es va interpretar, cantar i ballar el Vals d'Astráin unes 180 vegades.
El 1991, a causa d'altercats polítics quan un grup de persones va intentar assaltar l'Ajuntament i agredir els regidors, el Riau-Riau va haver de ser suspès. No es va tornar a celebrar fins al 1996, sent alcalde Javier Chourraut, en què pels mateixos motius tampoc no es va poder realitzar.
| «                         | Fue imposible. Lo intentaron. Hasta tres veces. Pero a las 17,55 horas entraba a la iglesia de San Lorenzo Javier Chourraut, alcalde de Pamplona, cariacontecido, triste, serio, seguido inmediatamente detrás por el concejal de Izquierda Unida José Javier Echeverría, que lloraba «como un niño», según propia confesión, y tuvo que ser animado por el sacerdote Jesús Labari. Era la imagen del Riau-Riau de 1996, que un año más tuvo que ser suspendido. | Va ser impossible. Ho van intentar. Fins a tres vegades. Però a les 17,55 hores entrava a l'església de Sant Llorenç Javier Chourraut, alcalde de Pamplona, trist, seriós, seguit immediatament darrere pel regidor d'Esquerra Unida José Javier Echeverría, que plorava «com un nen», segons pròpia confessió, i va haver de ser animat pel sacerdot Jesús Labari. Era la imatge del Riau-Riau del 1996, que un any més va haver de ser suspès. | » |
| — Diari de Navarra (1996) | | |   |

Des de 1997, el Riau-Riau ha estat absent oficialment de les festes de Sant Fermí encara que cada any és un dels temes candents a l'hora de planificar el programa festiu. Des d'aquell any la Penya Mutilzarra o l'associació de jubilats Yoar organitza un Riau-Riau alternatiu, sense la participació de representants polítics, però amb la gent de Pamplona que vol conservar la tradició d'anar a les Vespres recorrent el trajecte entre l'ajuntament i l'església de Sant Llorenç al so del Vals d'Astrain. El 2006 es va tornar a incorporar La Pamplonesa i la Comparsa de Gegants i Capgrossos. El 2018 aquesta modalitat de caràcter «popular i no-oficial» va celebrar la seva 21a edició.
| «                                       | Es una tradición que los mozos y mozas pamploneses tenemos que recuperar de forma extraoficial. Hace unos años se intentó recuperar y no fue posible, ahora podemos ver que sale bien y funciona así que espero que siga así. | És una tradició que els mossos i les moses pamplonesos hem de recuperar de forma extraoficial. Fa uns anys es va intentar recuperar i no va ser possible, ara podem veure que surt bé i funciona així que espero que segueixi així. | » |
| — Carlos Guzmán, Peña Mutilzarra (2018) | | |   |

Intents oficials posteriors, com el seu intent de recuperació el 2012 sent alcalde Enrique Maya, no van arribar a bon port; va haver de ser suspès novament davant la impossibilitat física de sortir de l'Ajuntament.
| «                                               | (los incidentes) son absolutamente lamentables aunque el riau-riau es un acto fácilmente boicoteable dada la cantidad de gente. Que una minoría interprete como una victoria que la marcha no salga vulnera el derecho de todos los pamploneses. El riau-riau no puede ser una batalla. | (els incidents) Són absolutament lamentables encara que el riau-riau és un acte fàcilment boicotejable atesa la quantitat de gent. Que una minoria interpreti com una victòria que la marxa no surti vulnera el dret de tots els pamplonesos. El riau-riau no pot ser una batalla. | » |
| — Iñaki Cabasés, Regidor de Nafarroa Bai (2012) | | |   |

## L'Encierro

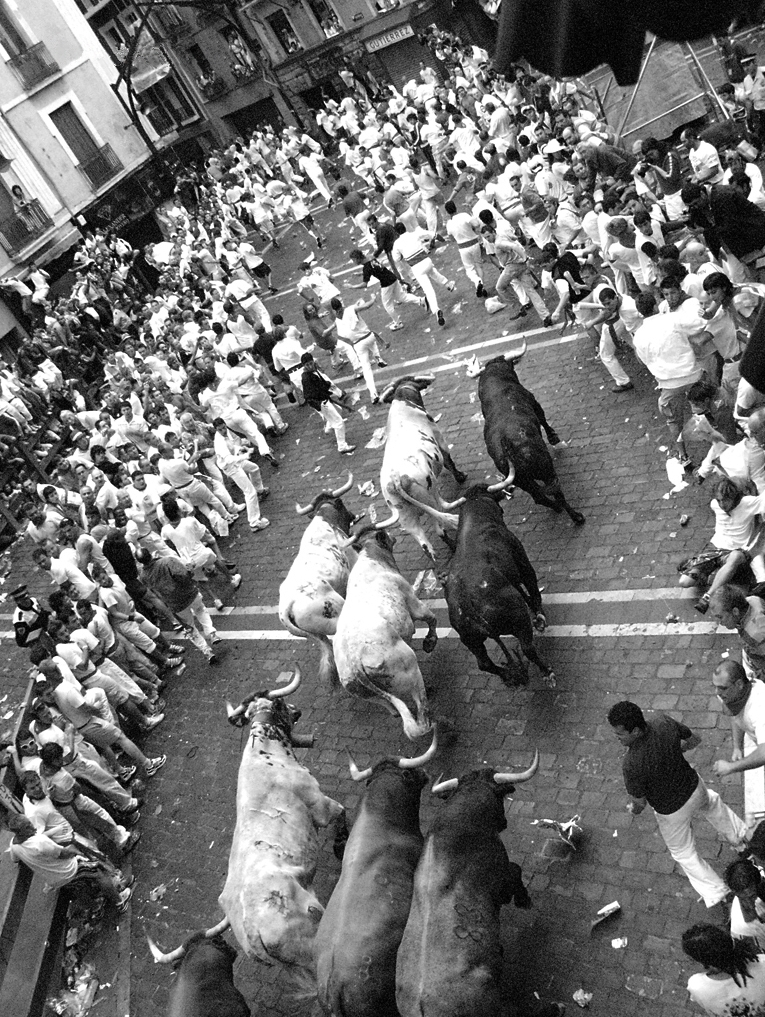
Encierro al seu pas per la Plaça de l'Ajuntament

L'Encierro (el tancament) consisteix a portar a la plaça als sis braus que seran bregats a les 18:30h del mateix dia a la correguda de toros. Des que es va establir l'horari d'estiu el 1974, els encierros comencen cada dia a les 08.00 hores (abans era a les 07.00 hores). A aquesta hora surten des dels corrals de Santo Domingo, on han passat la nit, cap a la plaça de toros, on arriben després de recórrer uns 849 metres. Tot això ajudat per sis cabestros (bous mansos) que serveixen una mica de guia per als braus i també per en certa forma tranquil·litzar-los.
Aquest acte era obligat a totes les places de braus els dies que havia corregut abans d'existir els mitjans de transport motoritzats.
Els braus eren portats a peu des de les ramaderies fins a prats propers a la localitat de la festa. La nit anterior o el mateix matí de la festa eren traslladats a la plaça de toros. Després van venir els trens i els camions i aquest acte va anar desapareixent a la gran majoria de les poblacions excepte en algunes com Pamplona. Aquí l'encierro es va anar convertint a poc a poc en l'espectacle que avui coneixem. En gran part per la idiosincràsia del poble navarrès.
El primer encierro de les festes és el del dia 7 de juliol i el darrer el del dia 14.

### Orígens delsencierros
Els encierros de Sant Fermí tenen un origen medieval a l'«entrada»: els pastors navarresos portaven als bous de lídia des de les deveses de la Ribera de Navarra fins a la plaça Major, que servia de cós taurí en no existir una plaça de toros. La nit anterior a la correguda la passaven acampats a prop de la ciutat i, al clarejar, entraven a la cursa abrigats pels bous mansos (cabestros) i acompanyats de gent que, a cavall o a peu, ajudava amb pals i crits a tancar-los als corrals.
El 1717 i 1731 es produeixen bàndols que prohibeixen a la gent córrer en l'encierro. El 1776 es construeix la primera tanca fins a la plaça de toros, que estava a l'actual plaça del Castell. Amb el temps, a finals del segle xix, es va passar de córrer darrere seu per ajudar a tancar-los, a córrer davant; així es va convertir en un costum popular. Ja el 1856 passa a denominar-se «encierro» (tancament; abans era «entrada«) i es corren per primera vegada pel carrer Estafeta. Diuen les cròniques que els primers a desafiar les prohibicions que impedien córrer davant dels toros van ser els carnissers del Mercat de Santo Domingo, situat al costat de la costa del mateix nom. El 1867 el consistori dicta un bàndol per reglamentar la carrera, i es documenta el primer «montón» el 1878.

### Els càntics

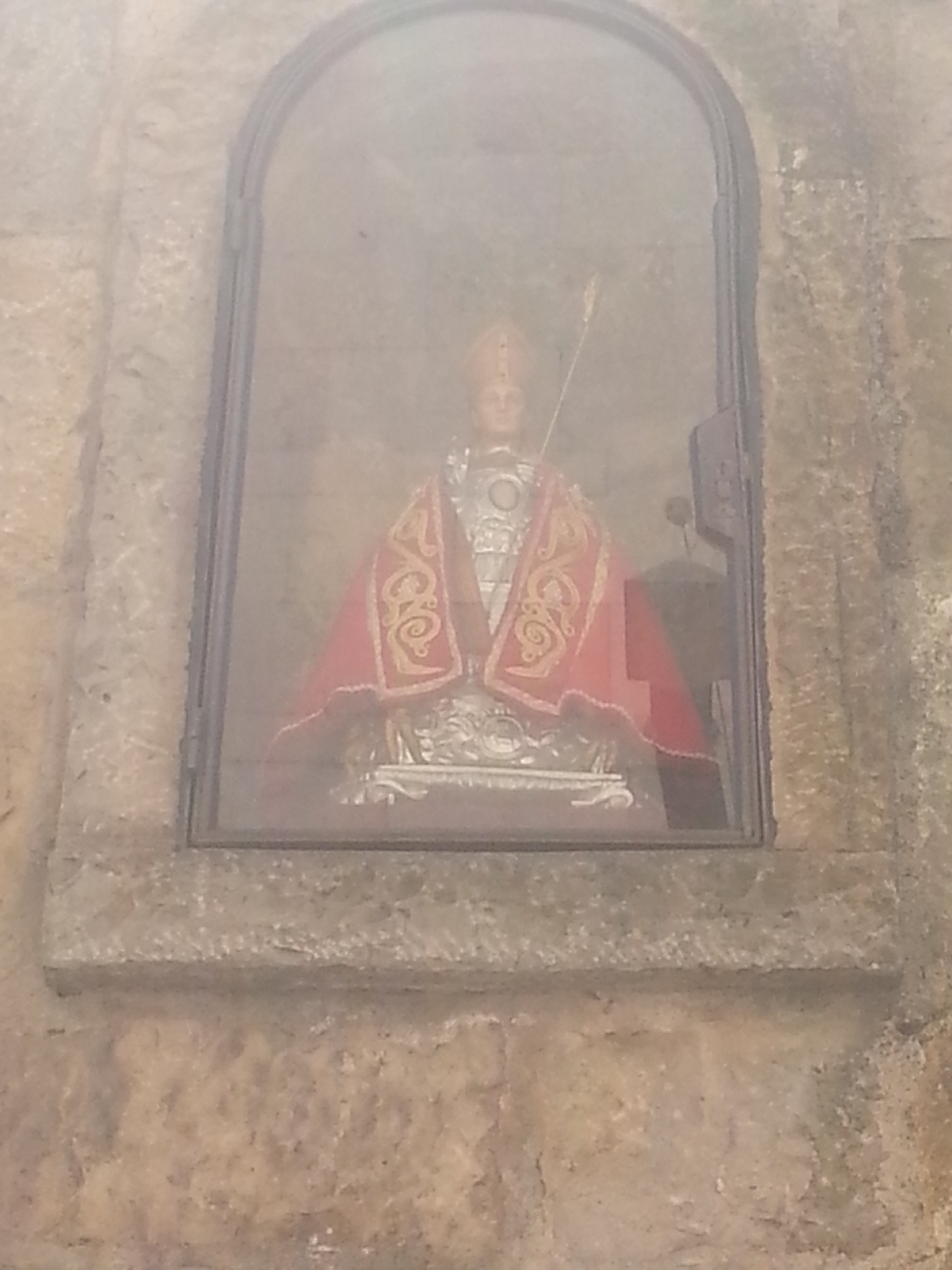
Fornícula del Sant, situada en la pujada de Santo Domingo, on els mossos demanen ajuda a Sant Fermí

Abans de córrer l'encierro, els participants demanen ajuda a Sant Fermí mitjançant uns càntics que s'entonen a la pujada de Santo Domingo (a l'inici del recorregut) 5, 3 i 1 minuts abans de l'encierro; és a dir, a les 07:55h, 07:57h i 07:59h. Des de l'any 2009 els càntics s'interpreten tant en castellà com en basc.
| « | A San Fermín pedimos por ser nuestro patrón, nos guíe en el encierro dándonos su bendición. ¡Viva San Fermín! ¡Viva! | Entzun, arren, San Fermin zu zaitugu patroi, zuzendu gure oinak entzierro hontan otoi. Gora San Fermin! Gora! | » |

La versió en castellà d'aquest càntic dedicat al sant era i és part de l'himne d'una de les penyes de mossos més antigues de la ciutat, La Única (fundada el 1903). L'estrofa en qüestió va ser afegida per un membre dels Iruñako a la composició del mestre Turrillas per a aquesta penya.

### El recorregut

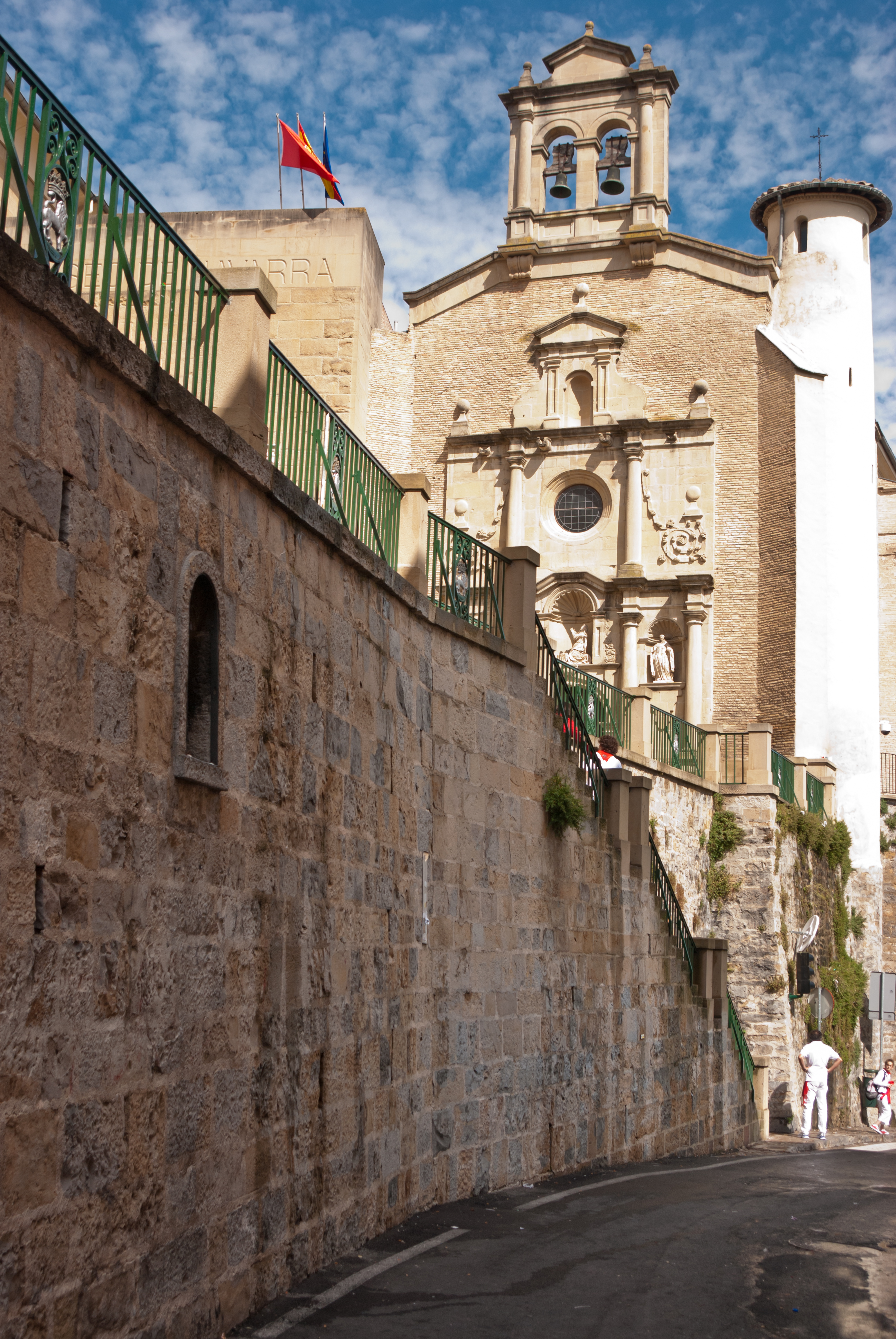
Pujada de Santo Domingo, primer tram de l'Encierro

El recorregut es realitza al llarg dels carrers de la Part Vella de Pamplona. Comença als corralets de la pujada de Santo Domingo, pujant fins a la plaça Consistorial (plaça de l'Ajuntament) i girant pel carrer Mercaderes, per accedir al carrer Estafeta que condueix finalment pel tram de Telefónica fins al carreró que entra a la plaça de toros.
L'itinerari original acabava a la plaça del Castell, i ha variat al llarg de la història, sent el 1856 la primera vegada que va discórrer pel carrer Estafeta. La cantonada entre Mercaderes i Estafeta és un lloc molt sol·licitat pels fotògrafs, i és en aquest darrer carrer on es pot veure el tram recte més llarg dels tancaments.
El ramat fa el recorregut complet en uns quatre minuts de mitjana, a uns 25 km/h i està composta per sis braus i vuit cabestros (bous mansos), seguits d'uns mossos que fan de pastors en cas que els bous o els cabestros es quedin endarrerits. Els pastors van identificats amb un braçalet, actualment de color verd, i recentment han adoptat una indumentària del mateix color per diferenciar-se clarament de la resta de participants a la cursa.
Altres actors fonamentals a l'encierro són els dobladores. Són 4 professionals taurins que portant un capot són els encarregats, en cas que es quedi algun brau endarrerit del ramat, conduir-lo a punta de capot als corrals procurant portar-los en línia recta perquè no agafin experiència que pogués afectar la seva lídia de la tarda. La ramaderia dels braus canvia cada dia, ja que és la que lídia a la tarda. Participant per tant 8 ramaderies al llarg dels sanfermins.

### Durant l'Encierro
L'encierro es pot observar a les tanques de fusta que s'instal·len al llarg dels carrers, des de balcons privats, o bé a la mateixa plaça de toros.
Des dels registres oficials, el 1924, es comptabilitza la mort de 15 persones. L'última víctima mortal ha estat un jove de 27 anys d'Alcalá de Henares, qui va rebre un cop de banya al coll pel toro Capuchino, de la ramaderia de Jandilla, al tram de Telefónica al quart encierro dels sanfermines el 10 de juliol del 2009.

### Al finalitzar

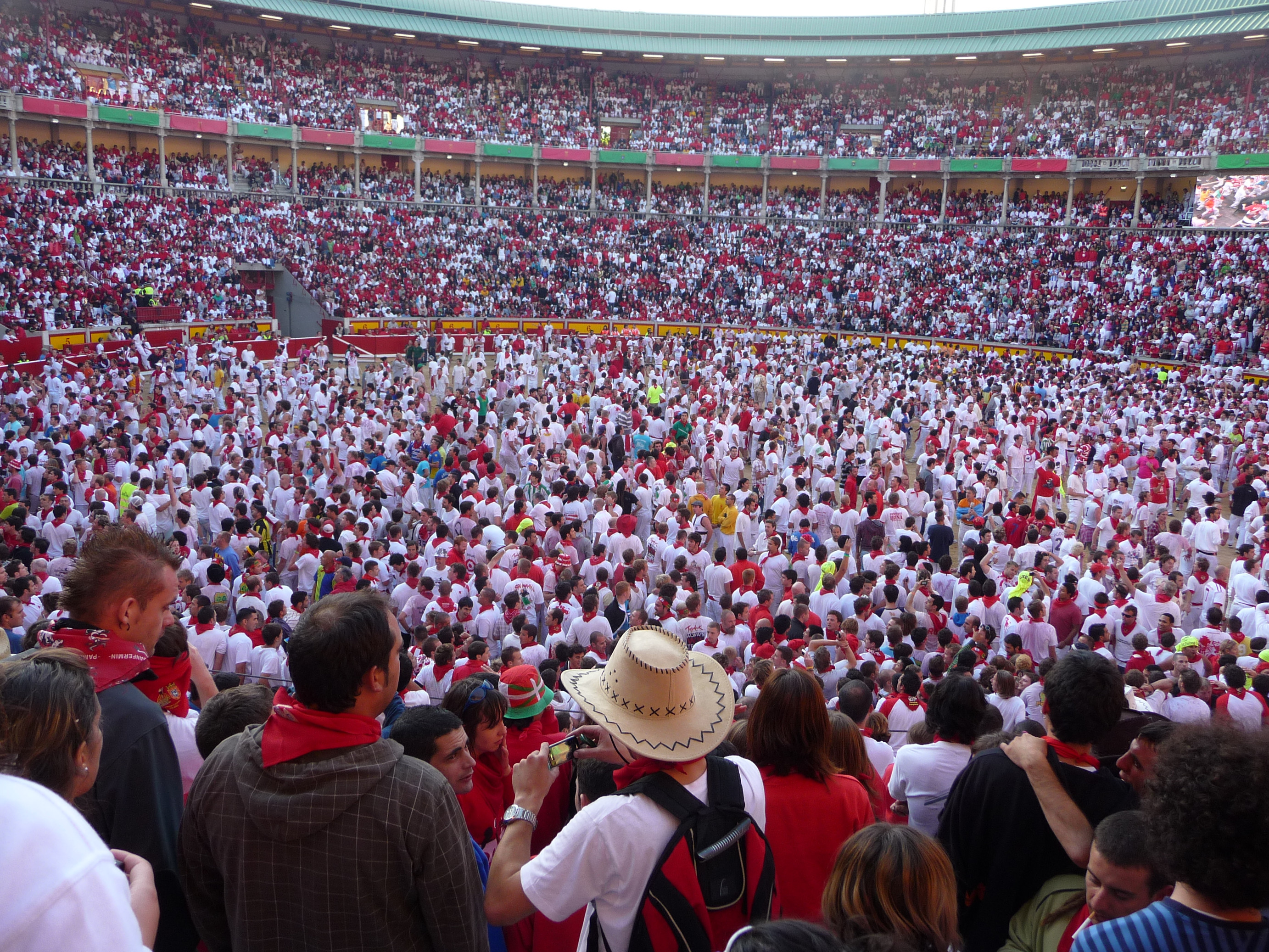
Plaza de toros después de l' encierro, esperant a que alliberin les vaquillas

Quan tots els braus es troben ja als corrals de la plaça, els corredors esperen en l'arena que es deixin anar vaquillas amb les banyes embolades. És habitual que la gent es col·loqui asseguda davant de la porta de sortida, perquè la vaquilla els passi per sobre. Moltes persones són atropellades per la vaquilla, en part perquè amb tanta gent participant de l'activitat és difícil saber en quina direcció es mou l'animal. Està prohibit terminantment maltractar els animals, propinar puntades de peu, pujar-se a sobre, agafar-les de la cua o fer coses semblants.

### Anècdotes
- En la pel·lícula Knight & Day de 2010, protagonitzada per Tom Cruise i Cameron Diaz, situen els encierros de Sant Fermí pels carrers de Sevilla. El rodatje d'aquestes escenes es van fer pels carrers de Cadis i Sevilla.
- En els dies previs a les festes, es disputa una carrera atlètica anomenada carrera del encierro.
- La pel·lícula de The Sun Also Rises (Fiesta, 1957) basada en la novel·la de Ernest Hemingway (1899-1961), va ser filmada en Morelia per Henry King amb els actors Ava Gardner i Tyrone Power, fent al·lusió als Sanfermines.

## Les zones de la festa
Burgo de San Cernin
Abarca els carrers: San Lorenzo, Jarauta, la plaça de Virgen de la O, la plaça de Recoletas i inclús el carrer Eslava.
Aquests carrers destaquen perque en elles es troben la majoria dels locals de les penyes.
La Navarrería
En la mateixa zona es pot incloure, els carrers del Carmen, Calderería, San Agustín, Tejería, Navarrería, i la zona de la catedral.
Població de San Nicolás
El que es sol anomenar San Nicolás és una zona que abarca des del carrer Ciudadela, passant per San Gregorio, fina al pròpi San Nicolás, i les que l'envolten, que són els carrers Comedias, Lindachiquía i el racò de San Nicolás, entre la plaça de San Nicolás i el passeig de Sarasate.
Plaça del Castell, Labrit i Estafeta
Aquesta és la zona on es poden trobar més turistes estrangers al llarg de les festes, i on són freqüents les terrasses i els establiments hostelers.
Rodalies de la plaça de toros (carrers Olite, Roncesvalles i Arrieta)
Entre les 16.00h i les 23.00h, especialment, en les hores prèvies i posterior a la correguda de toros diària (que dura entre les 18.30h i les 20.30h aproximadament) se situa la zona de festa de la gent que va a la correguda o vol veure l'ambient previ i posterior d'aquesta, com són l'entrada i sortida de les penyes. Els bars se situen en les zones més properes a la plaça de toros, als carrers Roncesvalles, Olite i Arrieta

## Altres activitats festives

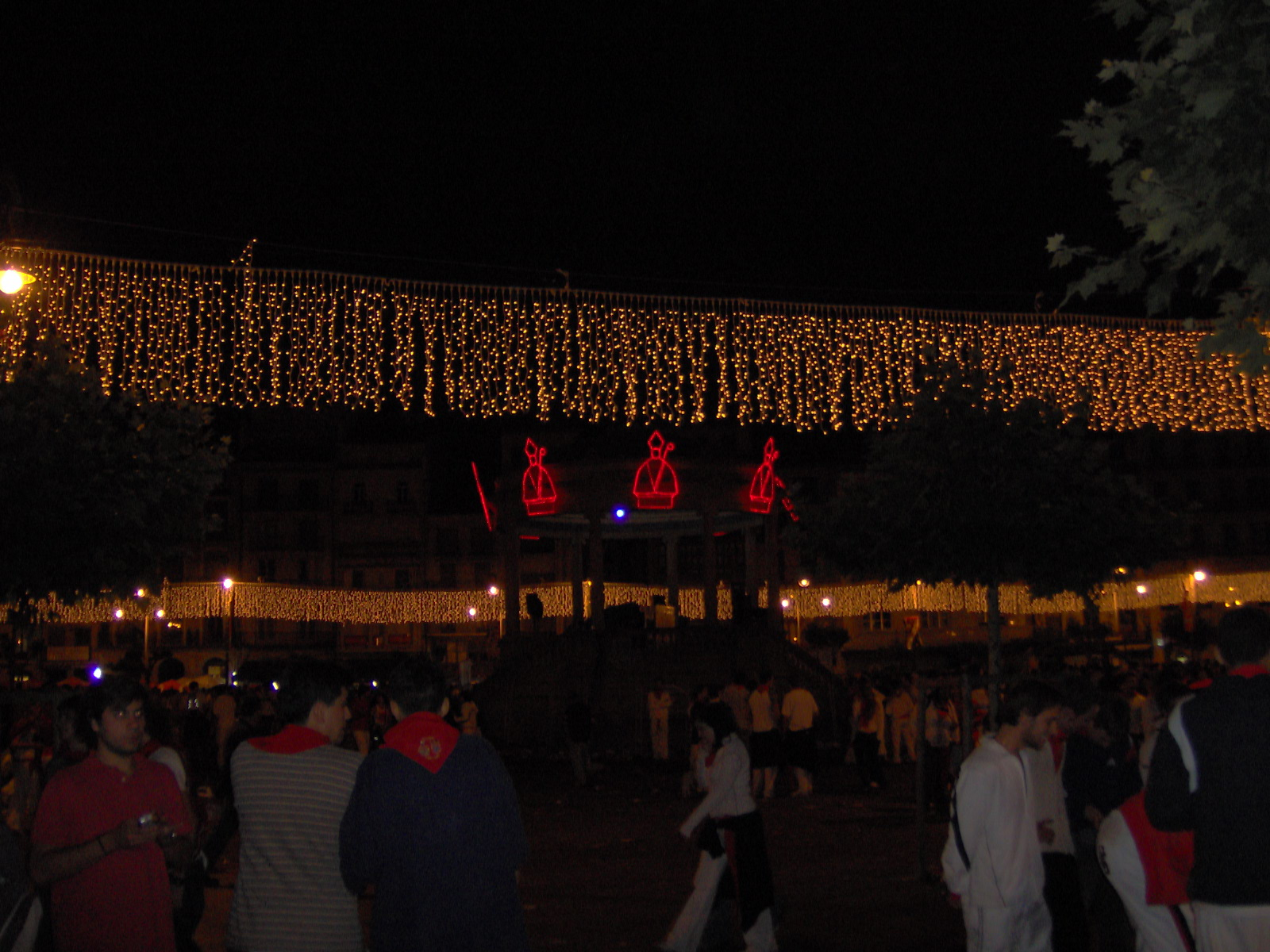
Imatge nocturna de la plaça del Castell, en Pamplona, durant les festes

Encara que l'encierro és l'element més conegut dels sanfermines, són moltes les activitats previstes aquests dies: la processó del dia 7, solemnitat de Sant Fermí d'Amiens, és un acte que convoca molta gent de la ciutat, igual que les Vespres a la tarda del dia 6. Cada dia surt la comparsa de gegants i capgrossos (tradició nascuda a Pamplona que s'ha estès a altres punts d'Espanya), juntament amb els kilikis, que atrauen nombroses famílies amb nens.
A la tarda, és vistós és desfilada de Cavallers en plaça: els alguacilillos i les mulillas van a la plaça de toros des de la plaça del Castell. Les corregudes de toros tenen un caràcter especial: prima el brau, amb un certamen entre ramaderies. L'ambient és festiu, de vegades irrespectuós i només impressionable davant d'actuacions especialment valentes. Els puristes no aprecien aquesta plaça; altres destaquen l'ambient immillorable. La sortida de les penyes forma part del ritual.
A la nit, la multitud prefereix els focs artificials (en un bon dotat concurs patrocinat per l'Ajuntament), llançats a partir de les 23 hores des de l'interior de la Ciutadella, mentre que els romàntics es queden amb l'«encierrillo»: la portada dels braus que seran bregats l'endemà (i abans correran l'encierro) des dels corrals del Gas, on han estat des de la seva arribada a Pamplona, fins als de la pujada de Santo Domingo, des d'on comença l'encierro. Es fa en penombra, acompanyant els braus només pels cabestros (bous mansos) i els pastors, vorejant les muralles.
La música té un paper important als sanfermines; des de les dianes de La Pamplonesa fins als pasdobles a les corregudes de toros, l'ambient musical és dominant. A més de l'activitat de la banda municipal, entre la música més popular de les «txarangas», i els concerts organitzats per l'Ajuntament s'obre un ampli ventall, en què no falta un tradicional concert de la Coral de Cambra de Pamplona al Teatre Gayarre. En la música sanferminera mereix ser recordat el Mestre Turrillas.
Al costat d'això, són moltes altres les activitats; a darrera hora del matí, l'apartat dels braus que s'han de bregar a la tarda s'ha convertit en un acte social, mentre que les quadrilles prefereixen disposar unes taules per al dinar en algun dels carrers de la part vella de la ciutat.

## Els gegants, kilikis i zaldikos

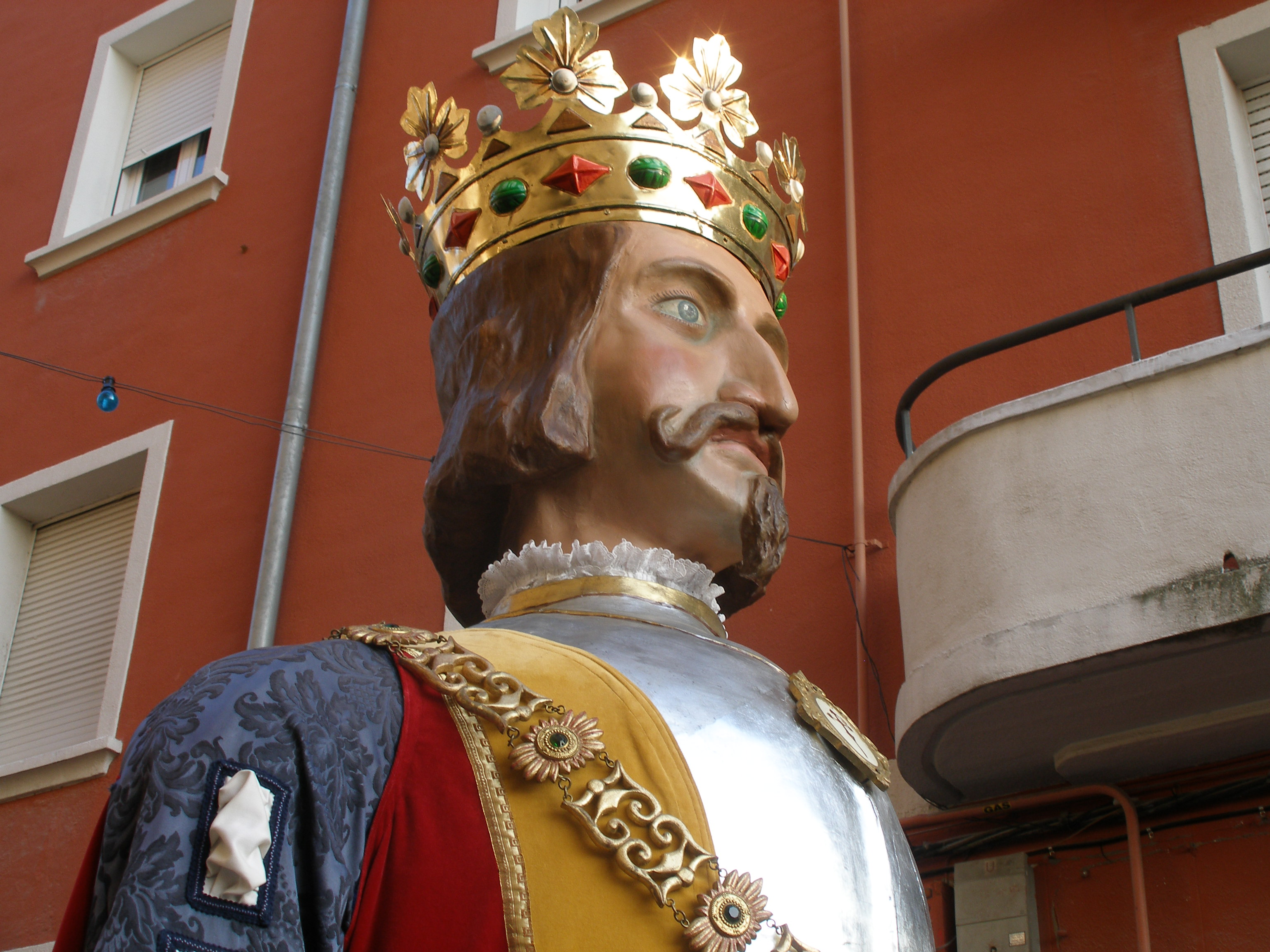
El Rei Europeu, qui junt amb la Reina, va convèncer a l'Ajuntament per crear els Gegants de Pamplona per als Sanfermines de 1860

Els Gegants de Pamplona són un dels símbols més emblemàtics de la festa. Són unes figures de fusta, cartró i tela amb port altiu que van amb la seva cohort de kilikis, capgrossos i zaldikos. Junts formen la Comparsa, comitiva que no falta un sol matí a la cita sanferminera i que, d'altra banda, surt al carrer per a altres grans ocasions puntuals. Darrere de cada parella de gegants hi ha els comparsers, gaiters i txistularis que marquen el seu pas.
Els gegants actuals van ser realitzats per Tadeo Amorena, després de proposar-lo mateix el març de 1860, i que després de l'èxit de la primera parella va tenir l'encàrrec de l'Ajuntament de Pamplona de fer les altres tres parelles per als sanfermines d'aquell mateix any . Quatre parelles que representaven les races del món i els continents, encara que no hi ha parella que representi Oceania: la blanca (la parella de reis d'Europa), la groga (la parella de reis d'Àsia), la mora-negra-africana (la parella de reis d'Àfrica, caracteritzats per pell morena, però no negra) i la indígena americana (la parella de reis d'Amèrica, aquests últims són els caracteritzats com a negres). El pes oscil·la entre els 59 quilos de la reina europea i els 66,5 del rei africà, i l'altura arriba als 3,9 metres. No obstant això, la presència de gegants a les festes està documentada a la segona dècada del segle xvi per José María Corera, i segons la novel·la d'Arturo Campión Don García Almoravid podien haver precedit a la processó de Sant Fermí ni més ni menys que el 1276, encara que no hi ha constància del seu rigor històric.
La comparsa està composta pels vuit gegants, sis zaldikos (cavalls), cinc capgrossos amb els noms d'Alcalde, Concejal, Japonés, Japonesa i Abuela, i sis kilikis (capgrossos amb un bastó tou que usen per colpejar a nens i adults) que es diuen: Verrugas, Napoleón, Barbas, Coletas, Patata i Caravinagre.
La comparsa ha viatjat a Barcelona, l'Expo de Sevilla, Nova York, Dacs, San Juan de Luz, Sant Sebastià, Yamaguchi, Pau... De totes les visites la més reanomenada va ser la de Nova York amb motiu de la Fira Internacional de 1965 que se celebrava sota el lema «La pau per la Comprensió». La composició de la comparsa és cosmopolita, ja que les seves figures representen quatre continents (Oceania no té reis) amb una parella de reis asiàtics, una altra d'africans i una altra d'americans negres incloses, que no va poder viatjar a Nova York per raons d'oportunitat política .

## Els focs artificials

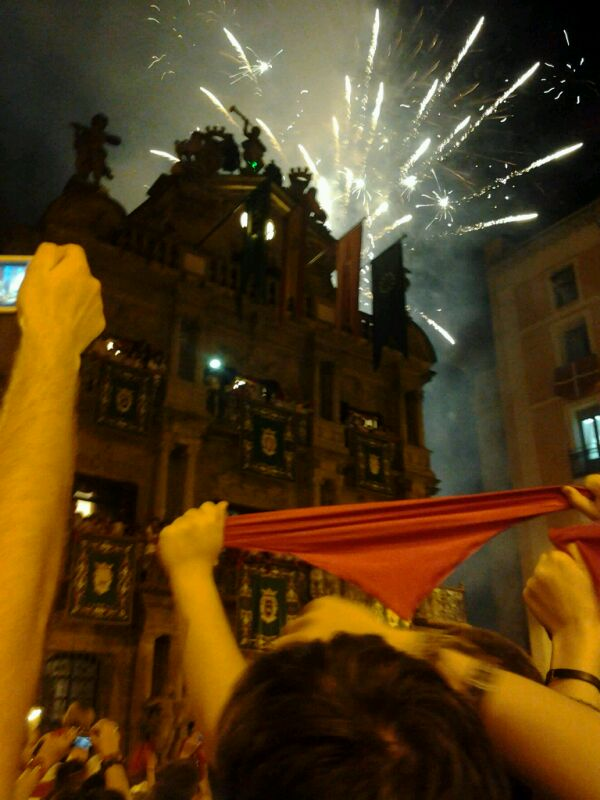
Focs artificials durant el Pobre de mí

A les 23.00h cada nit, els visitants es preparen per presenciar la crema de la corresponent col·lecció pirotècnica, d'entre un quart d'hora i 25 minuts de durada. Gairebé tots els actes de les festes són gratuits, encara que a l'Ajuntament li costen passats els 24000 € la contracta d'unes col·leccions que a més competeixen pels premis en un concurs que està adquirint nivell i es presenten les millors cases de València, Saragossa, Itàlia...
La seva història es remunta al segle xvi i gairebé corre parella als precedents dels gegants. El foc sempre ha estat un element substancial en les celebracions i els ritus d'aquesta terra. Els xinesos van introduir més tard la pólvora i Pamplona acull des de 1595 cremes de focs artificials durant els sanfermines. Primer van ser modestos coets i bombes japoneses a la Plaça del Castell i avui són majestuoses col·leccions pirotècniques llançades des de la Ciutadella a les 23.00h.
Actualment, el llançament pirotècnic durant aquests dies és un concurs internacional.

## El projecte del Museu dels Sanfermines i Museu de l'Encierro
A la primera dècada del segle xxi es va realitzar un projecte per a la construcció d'un Museu dels Sanfermines i centre temàtic de l'encierro, amb la pretensió de recollir tot allò relacionat amb els sanfermines. Aquest projecte es va paralitzar tant pel ple de l'ajuntament de Pamplona, com pel Parlament de Navarra, atesa la situació de crisi econòmica.

## Hemingway, Pamplona i els Sanfermines
Ernest Hemingway va veure per primera vegada els Sanfermines de Pamplona amb només 24 anys d'edat, el 1923, acompanyat de la seva primera esposa, Hadley Richardson.
Aquesta estança inspiraria diverses novel·les i seria la primera d'una sèrie de visites que es prolongarien durant molts anys. La seva última visita es va produir el 1959. Hemingway va ser un gran admirador de les fires taurines, no es perdia una correguda.
El 1926 va publicar la novel·la que el convertiria en un escriptor d'èxit, Fiesta (The sun also rises), que contribuiria a donar a conèixer els Sanfermines a tot el món. El que seria premi Nobel de literatura l'any 1954 relata a Fiesta diverses escenes inspirades en el que va poder veure als Sanfermines. Per exemple, narra un dels fets que més el va impressionar en una de les visites, la mort d'un mosso per banya de toro. Segurament aquesta mort fictícia va estar inspirada en la mort real d'Esteban Domeño el 1924, el primer mort oficial dels Sanfermines. Hemingway utilitza dades ficticis per narrar de la manera següent la mort del mosso: «Més tard vam saber que l'home mort pel toro es deia Vicente Girones i que venia de prop de Tafalla. L'endemà al diari vam llegir que tenia 28 anys i que tenia una granja, una dona i dos fills. Després de casar-se havia continuat venint a les festes cada any».
A partir de llavors els Sanfermines deixarien de ser una festa de caràcter eminentment local per rebre any rere any una important quantitat de visitants estrangers. A partir de la publicació de la seva novel·la, un alt nombre d'estatunidencs van decidir visitar Pamplona durant els sanfermines. Entre ells, destaquen David Balck (40 visites), Matt Carney, Alice Hall, Joe Disler, Ray Morton, el dramaturg Arthur Miller i la seva esposa, entre d'altres celebritats estatunidenques.
Tot i ser la més coneguda, Fiesta no és l'única novel·la, ni tan sols la primera, que descriu els sanfermines. Hi ha una extensa literatura sanferminera escrita per autors de diverses nacionalitats, i en gèneres molt diversos.

## Seguretat
A mesura que augmentava l'assistència dels encierros, es va fer necessari augmentar i millorar les mesures de protecció civil. Des de 1972 l'Ajuntament de Pamplona va concertar una assegurança que cobria les ferides pels braus, incloent-hi la contingència de mort.
Per garantir la seguretat es disposa una gran quantitat de mitjans materials i humans. L'any 2009, l'Ajuntament de Pamplona va comptar amb el suport de 2500 persones realitzant tasques que anaven des de seguretat ciutadana, a l'assistència sanitària, prevenció i control d'accessos, i tasques relacionades amb els encierros, així com la neteja.
Es van dedicar 1.380 persones a l'àmbit de la Seguretat Ciutadana, dels quals 430 eren policies municipals, 350 forals i 250 guàrdies civils, la presència dels quals es va centrar en els focs artificials, la fira de bestiar o en controls de trànsit a la perifèria.
En matèria de Sanitat van actuar 685 persones, de les quals 315 eren de Creu Roja i 350 de DYA, a més de 20 persones de l'equip d'Atenció Primària del Govern de Navarra i el personal ordinari.
Així mateix, van actuar 200 auxiliars de protecció civil en tasques de prevenció i control d'accessos, 75 persones en treballs de fusteria a la tanca de l'encierro i 15 pastors i dobladors.
Les tasques de neteja van estar a càrrec de 150 persones extres que van reforçar el personal ordinari i 20 persones en el benestar social i la coordinació. A més, la Junta de Protecció Civil va començar a aplicar un antilliscant en el recorregut de l'encierro, perquè no caiguessin els braus.

## Víctimes delsencierros
Des de l'existència de registres oficials, el 1924, s'ha comptabilitzat la mort de 15 persones als encierros.
El 1995, Matthew Peter Tassio, un estatunidenc de 22 anys, va ser l'antepenúltima víctima mortal per un cop de banya.
El 2003, el pamplonès Fermín Echeverría Irañeta, de 62 anys, va ser la penúltima víctima mortal de l'encierro.
El 10 de juliol de 2009 es va produir l'últim accident mortal, Daniel Jimeno Romero, un jove espanyol de 27 anys, natural d'Alcalá de Henares, que va morir després d'una agafada a la cambra de tancament.
Entre 1997 i 2009 sis persones van morir per caigudes des de les muralles de la ciutat durant els Sanfermines.

## Suspensions de les festes
Durant el segle xx només es van suspendre els Sanfermines en tres ocasions. La primera vegada va ser als anys 1937 i 1938 a causa de la Guerra civil espanyola. La segona vegada va ser l'11 de juliol del 1978, pels incidents produïts arran de la mort de Germán Rodríguez. La tercera vegada va ser el 12 de juliol del 1997, després de l'assassinat de Miguel Ángel Blanco per part de la banda terrorista ETA.
La crisi sanitària per la pandèmia de COVID-19 va comportar la suspensió completa dels Sanfermines el 2020. El 21 d'abril, des del consistori de Pamplona es va fer oficial la notícia per part d'Ana Elizalde, alcaldessa en funcions, per estar Enrique Maya en recuperació del mateix coronavirus. El 6 de juliol del 2021 l'alcalde de Pamplona Enrique Maya va disposar la suspensió per segon any de l'encierro per evitar una nova onada de contagis per les variants derivades per la pandèmia per COVID-19.